# Козыревка (Большесолдатский район)
Козыревка — село в Большесолдатском районе Курской области. Входит в Саморядовский сельсовет.

## География
Село находится на реке Воробжа, в 72 километрах к юго-западу от Курска, в 11 километрах южнее районного центра — села Большое Солдатское, в 1 км от центра сельсовета – Саморядово.
Климат
Село, как и весь район, расположена в поясе умеренно континентального климата с тёплым летом и относительно тёплой зимой (Dfb в классификации Кёппена).

## Население
| 2002 | 2010 |
| ---- | ---- |
| 280  | ↘252 |

## Транспорт
Козыревка находится в 9 км от автодороги регионального значения 38К-004 (Дьяконово — Суджа — граница с Украиной), на автодороге межмуниципального значения 38Н-082 (38К-004 — Будище), в 12 км от ближайшего ж/д остановочного пункта Конопельки (линия Льгов I — Подкосылев).